# Lokenge Mungongo
Lokenge Mungongo est un footballeur international congolais (RDC) des années 1990.

## Buts en sélection
| Buts en sélection de Lokenge Mungongo | Buts en sélection de Lokenge Mungongo | Buts en sélection de Lokenge Mungongo | Buts en sélection de Lokenge Mungongo | Buts en sélection de Lokenge Mungongo | Buts en sélection de Lokenge Mungongo | Buts en sélection de Lokenge Mungongo    |
|                                       | Date                                  | Lieu                                  | Adversaire                            | Score                                 | Résultat                              | Compétition                              |
| ------------------------------------- | ------------------------------------- | ------------------------------------- | ------------------------------------- | ------------------------------------- | ------------------------------------- | ---------------------------------------- |
| 1.                                    | 27 février 1998                       | Ouagadougou (Burkina Faso)            | Burkina Faso                          | 1-3 (1 but à 76e)                     | 4-4 ap tab 4-1                        | CAN 1998 (match pour la troisième place) |
| 2.                                    | 27 février 1998                       | Ouagadougou (Burkina Faso)            | Burkina Faso                          | 4-4 (1 but à 89e)                     | 4-4 ap tab 4-1                        | CAN 1998 (match pour la troisième place) |